# Епен (Калвадос)
Епен (фр. Espins) насеље је и општина у северној Француској у региону Доња Нормандија, у департману Калвадос која припада префектури Кан.
По подацима из 2011. године у општини је живело 220 становника, а густина насељености је износила 48,03 становника/km². Општина се простире на површини од 4,58 km². Налази се на средњој надморској висини од 150 метара (максималној 186 m, а минималној 90 m).

## Демографија
| 1962. | 1968. | 1975. | 1982. | 1990. | 1999. | 2011. |
| ----- | ----- | ----- | ----- | ----- | ----- | ----- |
| 148   | 158   | 119   | 175   | 199   | 229   | 220   |

График промене броја становника у току последњих година